# Paul Sorauer

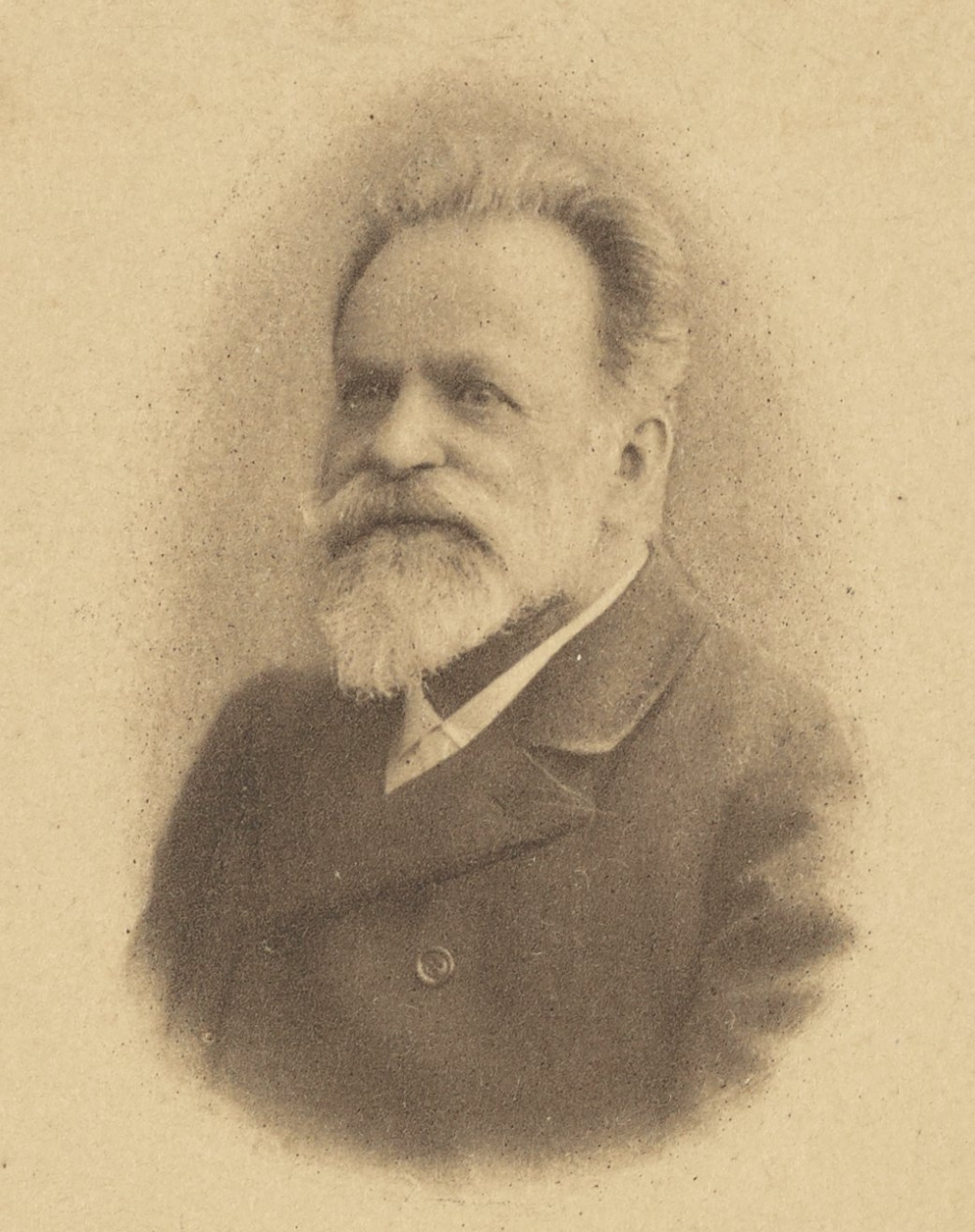
Paul Sorauer

Paul Carl Moritz Sorauer (* 9. Juni 1839 in Breslau; † 9. Januar 1916 in Berlin) war ein deutscher Botaniker und Phytomediziner. Sein offizielles botanisches Autorenkürzel lautet „Sorauer“.

## Lebensweg
Sorauer, Sohn eines Tischlermeisters, studierte seit 1862 in Berlin Naturwissenschaften, insbesondere Botanik. 1867 promovierte er an der Universität Rostock mit einer Dissertation über die Keimung der Kartoffelknolle. Seit 1868 arbeitete er als Assistent an der von Hermann Hellriegel geleiteten Landwirtschaftlichen Versuchsstation Dahme (Niederlausitz).
Von 1872 bis 1893 war Sorauer Leiter der Pflanzenphysiologischen Versuchsstation am Königlich Pomologischen Institut in Proskau (Oberschlesien). Gleichzeitig hielt er an der dortigen landwirtschaftlichen Akademie Vorlesungen über Pflanzenphysiologie und Pflanzenschutz. 1892 wurde er zum Professor ernannt. Ebenfalls 1892 wurde er zum Mitglied der Leopoldina gewählt.
Wegen eines Augenleidens reichte er 1893 seinen Abschied ein. Er siedelte nach Berlin über und widmete sich hier ganz seiner wissenschaftlichen Arbeit. 1902, im Alter von 63 Jahren, habilitierte er sich noch an der Universität Berlin. 1909 wurde er zum Geheimen Regierungsrat ernannt.

## Forschungsleistungen
Sorauer hat durch sein Wirken maßgebend dazu beigetragen, die Phytomedizin zu einer eigenständigen Wissenschaft zu entwickeln. Sein 1874 erschienenes „Handbuch der Pflanzenkrankheiten“ wird bis heute von Fachkollegen weitergeführt. Teile dieses inzwischen mehrbändigen Standardwerkes der Phytomedizin liegen bereits in siebenter Auflage vor.
1891 begründete Sorauer die „Zeitschrift für Pflanzenkrankheiten“, die er bis 1915 selbst herausgegeben hat. Über zwei Jahrzehnte war er im „Sonderausschuß für Pflanzenschutz“ der Deutschen Landwirtschafts-Gesellschaft tätig. Im Auftrag dieser Gesellschaft hat er das Buch „Pflanzenschutz. Anleitungen für den praktischen Landwirt zur Erkennung und Bekämpfung der Beschädigungen der Kulturpflanzen“ herausgegeben, von dem zwischen 1892 und 1915 sechs Auflagen erschienen sind. Mit seinen zahlreichen Publikationen über Pflanzenkrankheiten und Pflanzenschutz hat Sorauer eine enorme Breiten- und Tiefenwirkung in der Wissenschaft und der Praxis des Landbaus erzielt. Von seinen Buchveröffentlichungen ist noch hervorzuheben sein „Atlas der Pflanzenkrankheiten“, ein zwischen 1887 und 1893 erschienenes Werk mit 48 handgezeichneten farbigen Tafeln.

## Schriften (Auswahl)
- Beiträge zur Keimungsgeschichte der Kartoffelknolle. Diss. phil. Rostock 1867. Zugl. in: Annalen der Landwirthschaft in den Königlich Preußischen Staaten Jg. 26, Bd. 52, 1868, S. 156–181.
- Handbuch der Pflanzenkrankheiten. Für Landwirthe, Gärtner und Forstleute. Verlagsbuchhandlung Paul Parey Berlin 1874. Zahlreiche Neuauflagen, zuletzt in sechs Bänden; Teilbände der 7. vollständig neugestalteten Auflage herausgegeben von Bernhard Rademacher u. a., ebd. seit 1965.
- Atlas der Pflanzenkrankheiten. Erschienen in mehreren Teillieferungen. Verlagsbuchhandlung Paul Parey Berlin 1887–1893.
- Die Schäden der einheimischen Kulturpflanzen durch tierische und pflanzliche Schmarotzer, sowie durch andere Einflüsse. Für die Praxis bearbeitet. Verlagsbuchhandlung Paul Parey Berlin 1888.
- Populäre Pflanzenphysiologie für Gärtner. Ein Ratgeber bei Ausführung der praktischen Arbeiten, wie auch ein Leitfaden für den Unterricht an Gärtnerlehranstalten. Verlag Eugen Ulmer Stuttgart 1891.
- Pflanzenschutz. Anleitungen für den praktischen Landwirt zur Erkennung und Bekämpfung der Beschädigungen der Kulturpflanzen. Verlagsbuchhandlung Paul Parey Berlin. 1. u. 2. Aufl. mit Albert Bernd Frank 1892 u. 1896; die folgenden Auflagen mit Georg Rörig: 3. Aufl. 1903, 4. Aufl. 1907, 5. Aufl. 1910, 6. Aufl. 1915.